# Памятник Островскому (Москва)
Памятник А. Н. Островскому — памятник писателю Александру Николаевичу Островскому. Установлен в Москве на Театральной площади перед зданием Малого театра в 1929 году. Скульптор — Николай Андреев, архитектор — Фёдор Шехтель. Скульптура выполнена из бронзы, располагается на гранитном постаменте.

## История
В 1886 году в среде Общества русских драматических писателей и оперных композиторов возникла идея соорудить памятник А. Н. Островскому — основателю и первому председателю Общества. В 1899 году была открыта подписка на сбор средств, и к 1917 году фонд на сооружение памятника достиг 50 тыс. рублей. Однако за все эти годы к сооружению памятника так и не приступили (вероятно, реализовать проект помешала Первая мировая война). Это было связано с тем, что появившееся в 1908 году другое общество — имени А. Н. Островского, — также видело своей задачей создание памятника драматургу и собирало для этих целей средства путём проведения спектаклей и концертов; к 1917 году ему удалось собрать такую же сумму — 50 тыс. рублей. До октябрьской революции два общества так и не смогли договориться о форме памятника и сроках его установки.
В 1922 году, в связи с предстоящим в 1923 году празднованием 100-летия драматурга, Государственный академический Малый театр и Общество имени А. Н. Островского организовали Юбилейный комитет, председателем которого избрали А. И. Сумбатова-Южина. Комитет обратился в СНК с ходатайством о сооружении памятника Островскому в Москве на Театральной площади, у здания Малого театра. СНК это предложение поддержал, выпустив соответствующее постановление и выделив на создание памятника 560 тыс. рублей, но по целому ряду бюрократических причин к его сооружению так и не приступили.
13 апреля 1923 года, в рамках юбилейных торжеств, посвящённых 100-летию со дня рождения Островского, перед зданием Малого театра заложили первый камень в основание будущего памятника. После празднования Юбилейный комитет переименовали в Комитет по сооружению памятника А. Н. Островскому, а на создание памятника объявили конкурс, условия которого были выработаны И. Э. Грабарём, А. М. Эфросом, Ф. О. Шехтелем и П. С. Коганом. Жюри конкурса, председателем которого был архитектор Ф. О. Шехтель, в ноябре 1923 года присудило первую премию скульптору Н. А. Андрееву, вторую и третью — В. А. Андрееву, четвёртую — Н. А. Андрееву, А. С. Голубкиной и И. С. Ефимову, однако итоги конкурса в целом признало неудовлетворительными. В результате приняли решение обратиться к четырём премированным скульпторам с предложением переработать представленные эскизы согласно директивам, которые будут выработаны специальной комиссией, а также согласились принять к обсуждению проекты и других авторов — вне конкурса и без вознаграждения. Специальная комиссия в составе А. В. Гусева, Ф. О. Шехтеля, И. Э. Грабаря, И. С. Остроухова, К. Ф. Юона, А. В. Бакушинского и А. М. Эфроса определила принципы, на основе которых должны быть переработаны проекты: портретное сходство с А. Н. Островским, монументальность памятника и его связь с Малым театром. Срок для подачи эскизов установили на 1 января 1924 года. К этой дате в комиссию поступили проекты всех четырёх премированных авторов, а также новые работы скульпторов И. Д. Шадра, Павлова и Соколова. При рассмотрении работ выяснилось, что только Н. А. Андреев исправил свой проект и по результатам обсуждения приняли решение: «Поручить Н. А. Андрееву исполнение памятника А. Н. Островскому согласно представленного им эскизу, причём признано желательным придать памятнику сходство с А. Н. Островским в позднейший период его жизни».
Весь 1924 год Комитету пришлось улаживать различные организационные вопросы, главным из которых был вопрос финансирования. Рассчитанную Комитетом смету на сооружение памятника в 90 тыс. рублей Наркомпрос, в ведении которого находился Малый театр, урезал до 80 тыс., а из этой общей суммы выделил на весь следующий 1925 год только 5 тыс. рублей. Наркомпрос также предлагал изменить место установки памятника, так как здание театра к тому времени обветшало и требовало капитального ремонта, проведению которого, по мнению чиновников, мог помешать памятник, однако Комитету удалось отстоять ранее выбранное место.
Выделенную на 1925 год скромную сумму было решено израсходовать на подготовительные работы — в первую очередь приобрести камень для постамента, проект которого разработал Ф. О. Шехтель. Гранит решили закупить в Финляндии — в той же каменоломне, откуда ранее брали камень для постамента памятника Гоголю (его соавтором также был Шехтель). Сооружение постамента поручили художественной артели «Камень» В. И. Орлова, который был известен изготовлением постаментов памятника Гоголю и памятника первопечатнику Ивану Фёдорову. На преодоление трудностей, связанных с заключением контракта с зарубежной фирмой, доставкой груза из Финляндии и прохождением таможенных процедур ушло более года — камень поступил в артель весной 1926 года.
На 1926—1927 годы на сооружение памятника Комитету ассигновали 25 тыс. рублей. В 1926 году на эти средства удалось устроить фундамент на сваях и уложить сверху первую плиту постамента. В том же году умер Ф. О. Шехтель и далее работы по возведению постамента по его проекту выполнял архитектор И. П. Машков. В 1927 году Комитет понёс новую утрату — скончался его председатель А. И. Сумбатов-Южин. Некоторое время Комитет оставался без руководителя, пока в феврале 1928 года председателем не избрали П. Н. Сакулина.
3 июня 1927 года Николай Андреев представил Комитету скульптуру Островского в глине, а 28 апреля 1928 года — в гипсе. Открытие памятника наметили на сентябрь 1928 года. Ограниченный в финансовых средствах, Комитет долго не мог подобрать мастерскую для отливки скульптуры из бронзы. В итоге заказ разместили в Ленинграде у частного литейщика К. И. Миглиника, предложившего за работу наименьшую цену. Отливка скульптуры затянулась почти на год — формы не сохли из-за дождливого лета 1928 года, мастерскую Миглиника за неуплату отключили от электроснабжения, а в довершение ко всему печь, не выдержав нагрузки, развалилась и её пришлось перекладывать. В Москву памятник доставили только 24 мая 1929 года и в тот же день установили на постамент. Пока в Ленинграде шла отливка скульптуры, в Москве провели необходимые подготовительные работы по его установке: расширили тротуар, в здании театра заложили арочное окно и перенесли вправо водосточную трубу.
27 мая 1929 года в 12 часов состоялось торжественное открытие памятника, которое посетили М. И. Калинин, А. С. Енукидзе, А. В. Луначарский, А. И. Свидерский, а также делегаты проходившего в те дни в Москве V Съезда Советов СССР. С речами на открытии выступили А. И. Свидерский, директор Малого театра В. К. Владимиров, председатель Комитета по сооружению памятника П. Н. Сакулин и народная артистка А. А. Яблочкина. Вечером того же дня в Малом театре устроили спектакль для приглашённой публики, давали комедию Островского «На всякого мудреца довольно простоты». Николай Андреев в торжествах не участвовал, так как болел в то время воспалением лёгких, которое получил в Ленинграде, наблюдая за отливкой памятника. Когда по выздоровлении скульптор увидел памятник в законченном виде, то, по словам П. Н. Сакулина, «решил, что около памятника должно соорудить какое-нибудь лёгкое ограждение, чтобы он не выглядел таким оголённым». Вскоре по рисунку Андреева изготовили и установили вокруг постамента железную решётку. Позднее это ограждение было заменено на ныне существующие тяжёлые цепи на низких железных устоях.